# Sindrit Guri
Sindrit Guri, född 23 oktober 1993 i Shkodra i Albanien, är en albansk fotbollsspelare (mittfältare) som spelar för den belgiska klubben Oostende.